# 진주공설운동장
진주공설운동장(晋州公設運動場, Jinju Public Stadium)은 대한민국 경상남도 진주시에 있는 스포츠 시설이다. 인조잔디 필드와 우레탄 트랙이 갖춰진 다목적 경기장이다. 1980년대와 1990년대 K리그 경기가 열리기도 하였다.

## 참고 문헌
- 〈진주공설운동장〉. 《한국향토문화전자대전》. 한국학중앙연구원.[깨진 링크(과거 내용 찾기)]
- 〈진주공설운동장〉. 《두피디아》. 두산.
- 《전국 공공체육 시설 현황 (2017년말 기준)》. 대한민국 문화체육관광부. 2019.